# روبرت إل. خان
روبرت إل. خان (بالإنجليزية: Robert L. Kahn)‏ هو عالم اجتماع وعالم نفس أمريكي، ولد في 28 مارس 1918 في ديترويت في الولايات المتحدة، وتوفي في 6 يناير 2019 في برلينغتون في الولايات المتحدة.